# Circellium bacchus
Circellium bacchus är en skalbaggsart som beskrevs av Fabricius 1781. Circellium bacchus ingår i släktet Circellium och familjen bladhorningar. Inga underarter finns listade i Catalogue of Life.

## Bildgalleri

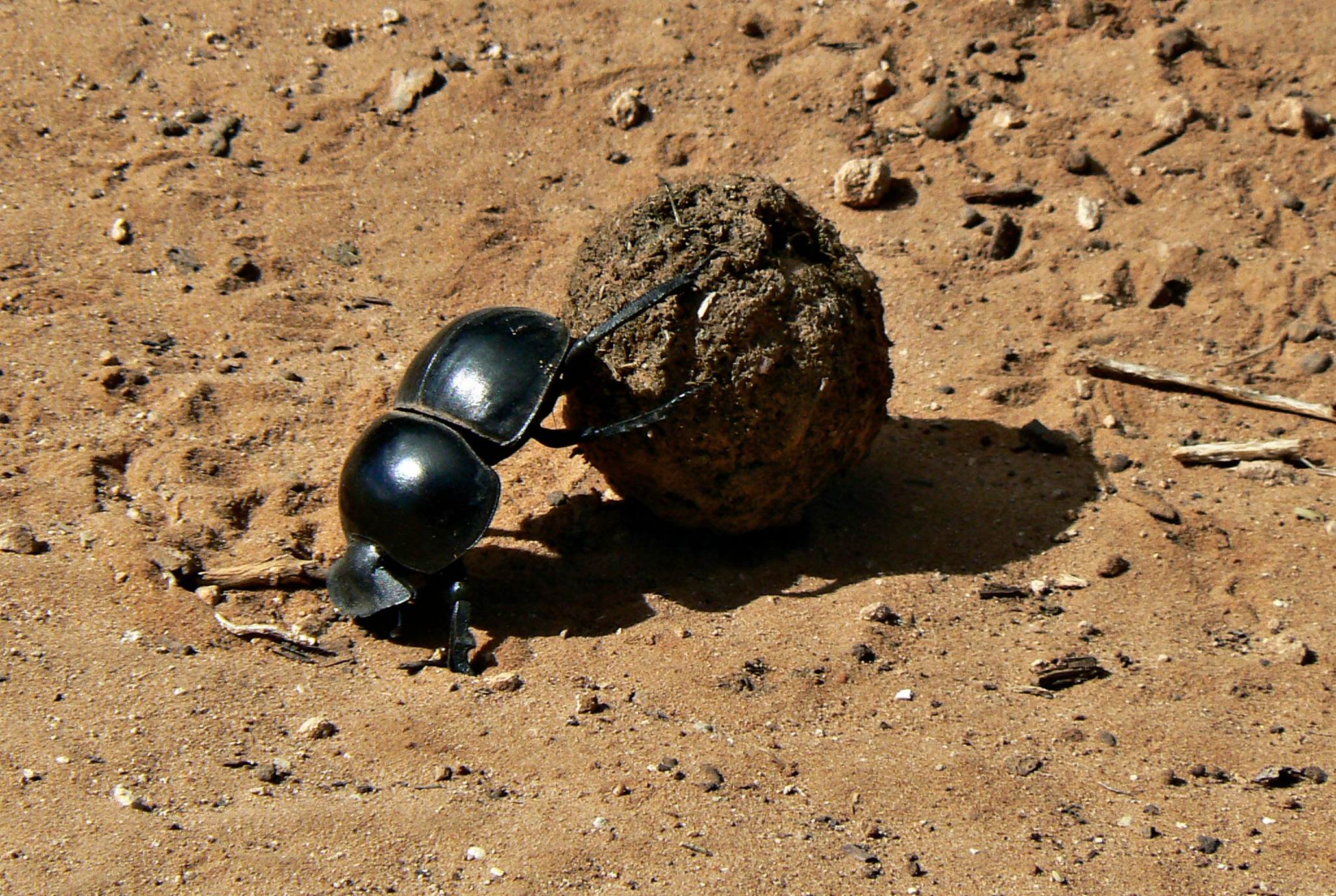